# Barylypa huachucana
Barylypa huachucana là một loài tò vò trong họ Ichneumonidae.